# Marcin Sobala
Marcin Janusz Sobala (Varsovia, 10 de agosto de 1972) es un deportista polaco que compitió en esgrima, especialista en la modalidad de sable.
Ganó dos medallas en el Campeonato Mundial de Esgrima, plata en 1999 y bronce en 1998, y tres medallas en el Campeonato Europeo de Esgrima, en los años 1996 y 1998.
Participó en los Juegos Olímpicos de Sídney 2000, ocupando el séptimo lugar en la prueba por equipos.

## Palmarés internacional
| Campeonato Mundial | Campeonato Mundial        | Campeonato Mundial | Campeonato Mundial |
| Año                | Lugar                     | Medalla            | Prueba             |
| ------------------ | ------------------------- | ------------------ | ------------------ |
| 1998               | La Chaux-de-Fonds (Suiza) | Medalla de bronce  | Sable por equipos  |
| 1999               | Seúl (Corea del Sur)      | Medalla de plata   | Sable por equipos  |
| Campeonato Europeo |                           |                    |                    |
| Año                | Lugar                     | Medalla            | Prueba             |
| 1996               | Limoges (Francia)         | Medalla de bronce  | Sable individual   |
| 1998               | Plovdiv (Bulgaria)        | Medalla de oro     | Sable individual   |
| 1998               | Plovdiv (Bulgaria)        | Medalla de oro     | Sable por equipos  |